# Girard (Ohio)
Girard és una població dels Estats Units a l'estat d'Ohio. Segons el cens del 2000 tenia 10.902 habitants.

## Demografia
Segons el cens del 2000, Girard tenia 10.902 habitants, 4.631 habitatges, i 2.959 famílies. La densitat de població era de 688,9 habitants per km².
Dels 4.631 habitatges en un 27,7% hi vivien nens de menys de 18 anys, en un 46,5% hi vivien parelles casades, en un 13,2% dones solteres, i en un 36,1% no eren unitats familiars. En el 32,1% dels habitatges hi vivien persones soles el 15,3% de les quals corresponia a persones de 65 anys o més que vivien soles. El nombre mitjà de persones vivint en cada habitatge era de 2,35 i el nombre mitjà de persones que vivien en cada família era de 2,99.
Per edats la població es repartia de la següent manera: un 23,3% tenia menys de 18 anys, un 7,8% entre 18 i 24, un 28,4% entre 25 i 44, un 22,1% de 45 a 60 i un 18,4% 65 anys o més.
L'edat mediana era de 39 anys. Per cada 100 dones de 18 o més anys hi havia 84,9 homes.
La renda mediana per habitatge era de 32.672 $ i la renda mediana per família de 41.587 $. Els homes tenien una renda mediana de 33.130 $ mentre que les dones 20.993 $. La renda per capita de la població era de 17.077 $. Aproximadament el 10,3% de les famílies i el 12,5% de la població estaven per davall del llindar de pobresa.

## Poblacions més properes
El següent diagrama mostra les poblacions més properes.